# Unión Académica Internacional
La Unión Académica Internacional (Union académique internationale, UAI) es una federación de academias o de agrupaciones de academias, de ámbito nacional, y entidades similares con vocación de cooperar internacionalmente en los campos científicos y culturales. La institución fue creada en 1919 a iniciativa de la Academia de Inscripciones y Lenguas Antiguas, si bien su primera Asamblea general tuvo lugar en Bruselas en 1920, ciudad donde está la sede del secretariado permanente.
Sus objetivos son: fomentar la cooperación de las academias dedicadas especialmente a las ciencias filológicas, arqueológicas, históricas y a las ciencias sociales, morales y políticas en un sentido amplio.
La UAI se compone de un Consejo Permanente, con presidente, dos vicepresidentes y cinco vocales, un Secretariado Administrativo y la Asamblea General; además de comisiones eruditas y secciones, una comisión de gestión, otra de finanzas y cuentas, y otros comités ad hoc para los nuevos proyectos.
El Instituto de Estudios Catalanes participa en la UAI como miembro de pleno derecho desde el 1923.

### Proyectos
| Número | Nombre del proyecto                                                              | Página web                             |
| ------ | -------------------------------------------------------------------------------- | -------------------------------------- |
| 1      | Corpus Vasorum Antiquorum (CVA)                                                  | http://www.cvaonline.org/              |
| 2      | Alchimic Texts                                                                   | -                                      |
| 3      | Works of Grotius                                                                 | -                                      |
| 4      | Customary law in Indonesia                                                       | -                                      |
| 5      | Dictionary of Medieval Latin                                                     | -                                      |
| 6a     | Tabula Imperii Romani (TIR)                                                      | -                                      |
| 6b     | Forma Orbis Romani (FOR)                                                         | -                                      |
| 7      | Unpublished Historical Documents concerning Japan                                | -                                      |
| 8      | Scholarly editions and editing                                                   | -                                      |
| 9/1    | Plato Latinus (Corpus Philosophorum Medii Aevi)                                  | -                                      |
| 9/2a   | Aristoteles Latinus (Corpus Philosophorum Medii Aevi)                            | -                                      |
| 9/2b   | Aristoteles Semitico-Latinus (Corpus Philosophorum Medii Aevi)                   | -                                      |
| 9/3    | Avicenna Latinus (Corpus Philosophorum Medii Aevi)                               | -                                      |
| 9/4    | Averrois Opera (Corpus Philosophorum Medii Aevi)                                 | -                                      |
| 9/5    | Arnau de Villanova (Corpus Philosophorum Medii Aevi)                             | -                                      |
| 9/6    | Philosophorum Medii Aevi Opera Selecta (Corpus Philosophorum Medii Aevi)         | -                                      |
| 9/7a   | Philosophi Byzantini (Corpus Philosophorum Medii Aevi)                           | -                                      |
| 9/7b   | Commentaria in Aristotelem Byzantina (Corpus Philosophorum Medii Aevi)           | -                                      |
| 10a    | Codices Latini Antiquiores (CLA)                                                 | -                                      |
| 10b    | Chartae Latinae Antiquiores (ChLA)                                               | -                                      |
| 11a    | Concordances and indexes of the Islamic tradition                                | -                                      |
| 11b    | Encyclopaedia of Islam                                                           | -                                      |
| 12a    | Monumenta Musicae Byzantinae                                                     | -                                      |
| 12b    | Corpus Scriptorum de re Musica                                                   | -                                      |
| 13     | Dictionary of Terminology of International Law                                   | -                                      |
| 14     | Catalogus Translationum et Commentariorum                                        | http://www.catalogustranslationum.org/ |
| 15     | Sumerian and Assyrian Dictionaries                                               | -                                      |
| 16     | Corpus Vitrearum                                                                 | -                                      |
| 17     | International Bibliography of Art of the Far East                                | -                                      |
| 18     | Pali Dictionary                                                                  | -                                      |
| 19     | Corpus of the Troubadours                                                        | -                                      |
| 20     | Corpus Antiquitatum Americanensium                                               | -                                      |
| 21     | Collected Works of Erasmus                                                       | -                                      |
| 22     | Fontes Historiae Africanae (FHA)                                                 | -                                      |
| 23     | Dictionaries                                                                     | -                                      |
| 24     | Sources for Philosophy of Art (Corpus Theoriae Artis)                            | -                                      |
| 25     | History and Philology of Pre-Islamic Iran and Central Asia                       | -                                      |
| 26     | Sylloge Nummorum Graecorum (SNG)                                                 | -                                      |
| 27     | Corpus Inscriptionum Iranicarum (CII)                                            | -                                      |
| 28/a   | Lexicon Iconographicum Mythologiae Classicae (LIMC)                              | -                                      |
| 28/b   | Thesaurus Cultus et Rituum Antiquorum (ThesCRA)                                  | -                                      |
| 29     | Polyglot Lexicon of Palaeography and Polyglot Lexicon of Codicology              | -                                      |
| 30     | Constitutional corpus                                                            | -                                      |
| 31     | Atlas Linguarum Europae (ALE)                                                    | -                                      |
| 32     | Bibliographies of the History of Art                                             | -                                      |
| 33     | Critical Inventory of Râmâyana                                                   | -                                      |
| 34     | Complete Works of Voltaire                                                       | -                                      |
| 35     | Index of Jewish Art                                                              | -                                      |
| 36a    | Language Atlas of the Pacific Area (LAPA)                                        | -                                      |
| 36b    | Language Atlas of China                                                          | -                                      |
| 36c    | Atlas of the languages of Korea                                                  | -                                      |
| 37     | Corpus of Coptic Literary Manuscripts                                            | -                                      |
| 38     | New Nautical Glossary (JAL)                                                      | -                                      |
| 39     | Langues of Intercultural Communication in the Pacific area                       | -                                      |
| 40a    | Corpus of Byzantine Monumental Paintings                                         | -                                      |
| 40b    | Corpus of Mexican Mural Paintings in America                                     | -                                      |
| 41     | Corpus of Byzantine Astronomers                                                  | -                                      |
| 42     | Corpus of Greek and Latin philosophical papyri                                   | -                                      |
| 43     | Corpus Iuris Sanscriticum                                                        | -                                      |
| 44     | Corpus of Phoenician and Punic Antiquities                                       | -                                      |
| 45     | New Complete Collection of Fabliaux (NRCF)                                       | -                                      |
| 46     | Corpus Christianorum, Series Apocryphorum                                        | -                                      |
| 47     | Corpus Iuris Islamici (Encyclopedia of Islamic Law)                              | -                                      |
| 48     | Atlas of the Greek and Roman World                                               | -                                      |
| 49     | Greek and Latin inscriptions (Corpora, Supplementum Epigraphicum Graecum and Cor | -                                      |
| 50     | Sanskrit Dictionary of the Buddhist Texts from the Turfan finds                  | -                                      |
| 51     | Monumenta palaeographica medii aevi                                              | -                                      |
| 52     | Clavis Monumentorum Litterarum Bohemiae (CMLB)                                   | -                                      |
| 53     | Catalogue of Oriental Manuscripts Collections                                    | -                                      |
| 54     | Fuentes para la Historia del Teatro en España                                    | -                                      |
| 55     | ve Sources for the History of the River Plate and Chile                          | -                                      |
| 56     | Sciences humaines en Europe centrale et orientale                                | -                                      |
| 57     | Moravia Magna                                                                    | -                                      |
| 58     | Encyclopædia Iranica                                                             | -                                      |
| 59     | Corpus Fontium Manichaeorum                                                      | -                                      |
| 60     | Norse-Icelandic Skaldik Poetry of the Scandinavian Middle Ages                   | -                                      |
| 61     | Scytho-Sarmatian World and Greco-Roman Civilization                              | -                                      |
| 62     | Compendium Auctorum Latinorum Medii Aevi                                         | -                                      |
| 63     | Spanish Dictionary of International Literary Terms                               | -                                      |
| 64     | Middle Persian Dictionary                                                        | -                                      |
| 65     | Corpus Epistolarum Ioannis Dantisci                                              | -                                      |
| 66     | Comparative History of Literatures in European Languages                         | -                                      |
| 67     | China and the Mediterranean World: Archaeological and Written Sources            | -                                      |
| 68     | Encyclopaedia of Indian Poetics                                                  | -                                      |
| 69     | Hobogirin                                                                        | -                                      |
| 70     | Iusti Lipsi Epistolae                                                            | -                                      |
| 71     | Corpus Humanisticarum Praefationum                                               | -                                      |
| 72     | Papyrus-Archives. Edition and Studies                                            | -                                      |
| 73     | Corpus Rubenianum Ludwig Burchard                                                | -                                      |
| 74     | The Salerne School of Medicine                                                   | -                                      |
| 75     | Epistolae Pontificum Romanorum                                                   | -                                      |
| 76     | Greek-Old Church Slavonic Lexicon-Index                                          | -                                      |
| 77     | Greek and Latin Inscriptions                                                     | -                                      |
| 78     | Supplementum Epigraphicum Graecum (SEG)                                          | -                                      |
| 79     | Codices Graeci Antiquiores                                                       | -                                      |
| 80     | Corpus Limitis Imperii Romani                                                    | -                                      |
| 81     | Philologia Coranica                                                              | -                                      |